# Vesele, Novhorodka
Vesele (în ucraineană Веселе) este un sat în comuna Novoandriivka din raionul Novhorodka, regiunea Kirovohrad, Ucraina.

## Demografie
Componența lingvistică a localității Vesele
     Ucraineană (88,89%)
     Rusă (11,11%)
Conform recensământului din 2001, majoritatea populației localității Vesele era vorbitoare de ucraineană (88,89%), existând în minoritate și vorbitori de rusă (11,11%).